# The Sandman: The Dream Hunters
The Sandman: The Dream Hunters — рассказ английского писателя-фантаста Нила Геймана с иллюстрациями японского художника Ёситаки Амано, основанный на совмещении элементов китайского и японского фольклора с мифологией комикса The Sandman. В 2000 году рассказ выиграл премию Брэма Стокера (англ. Bram Stoker Awards) в номинации Комикс, графический роман или иллюстрированный рассказ (англ. Comic Book, Graphic Novel, or other Illustrated Narrative).

## Награды и номинации[4]
- 2000 — премия Брэма Стокера в номинации Комикс, графический роман или иллюстрированный рассказ (англ. Comic Book, Graphic Novel, or other Illustrated Narrative)[5]
- 2000 — номинирован на премию Хьюго (англ. Hugo Award for Best Related Book)[6]
- 2000 — номинирован на премию Локус (англ. Locus Award for Best Art Book)[7]

## Комикс
К 20-летию Sandman, Нил Гейман объявил на Comic-Con 2007, что «The Sandman: The Dream Hunters» будет адаптирован для комикса.
Vertigo выпустило «The Sandman: The Dream Hunters» в виде ограниченной серии комиксов из 4-х номеров. Комикс выходил ежемесячно с ноября 2008 года по февраль 2009 года.